# Syd Lawrence Special Cars
Syd Lawrence Special Cars Limited war ein britisches Unternehmen im Bereich Restaurierung und Hersteller von Automobilen.

## Unternehmensgeschichte
Syd J. Lawrence gründete das Unternehmen in Southgate im London Borough of Barnet und begann 1972 mit der Produktion von Automobilen. Der Markenname lautete Lawrence. Etwa 1984 endete die Produktion.

## Fahrzeuge
Lawrence stellte Fahrzeuge auf der Basis des Bentley Mark VI her. Auf das Fahrgestell wurde eine moderne Karosserie aus Kunststoff montiert.